# شهناز تهرانی
شهناز تهرانی (زادهٔ ۱ فروردین ۱۳۳۳) بازیگر، خواننده، رقصنده و گوینده رادیوی اهل ایران است.

## زندگی شخصی
شهناز تهرانی در محله دخانیات (آریانا) در یک خانواده متوسط یهودی در تهران به دنیا آمد، مادرش خانه‌دار و پدرش فروشگاه لباس‌های ارتشی داشت.

## آغاز کار هنری
وی فعالیتش را در سال ۱۳۴۵ با سریال‌های اختاپوس، صمد و سرکار استوار آغاز کرد و نخستین فیلم سینمایی وی بازی در فیلم صمد و قالیچه حضرت سلیمان در سال ۱۳۵۰ بود.

## تحصیلات
او تا دورهٔ دبیرستان تحصیلاتش را ادامه داد و پس از آن به فعالیت در سینما و تلویزیون ایران روی آورد.

## پیش از انقلاب

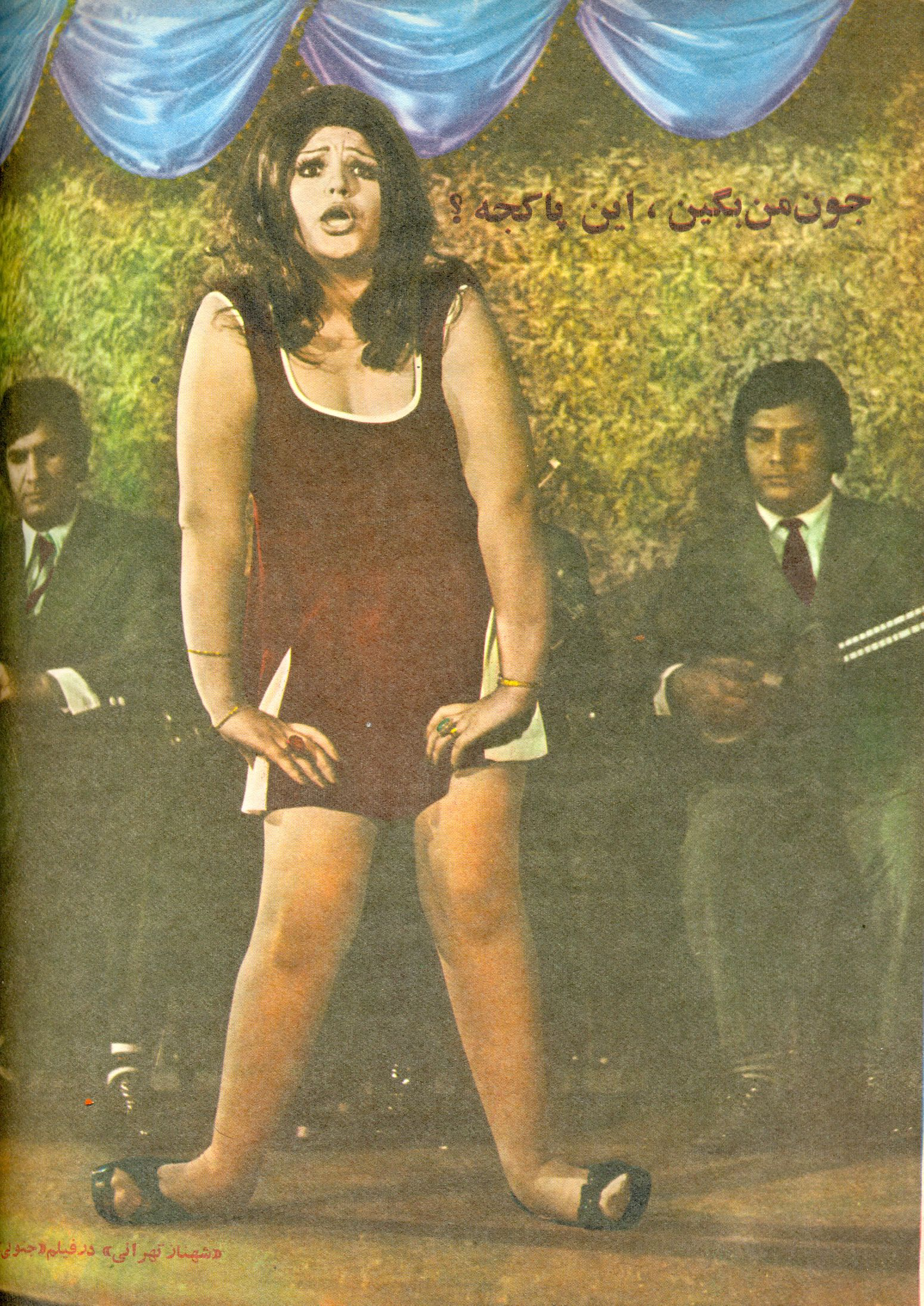
شهناز تهرانی در فیلم جنوبی

شهناز تهرانی در طول دوران هنری خود در ۱۲۲ فیلم سینمایی و تئاتر ایفای نقش نمود که نمونه بارز آن، بازی در برخی از مجموعه فیلم‌های سینمایی صمد بود.
شهناز تهرانی ۹ سال در تئاتر جامعه باربد، تئاتر نصر، تئاتر دهقان و تئاتر ملت فعالیت داشت که تا یک سال بعد از انقلاب ۱۳۵۷ نیز ادامه داشت. پس از انقلاب مدتی در زندان اوین بود و سپس مانند بسیاری دیگر از ایرانیان مجبور به ترک کشور شد.

## پس از انقلاب
در لس آنجلس با همکاری اسکندر حجتی ملقب به حجی‌جون بیش از ۳۰۰ برنامهٔ موزیکال و کمدی ساختند که این زوج هنری را بیش از هر زمانی بر سر زبان‌ها انداخت. از محبوب‌ترین آن‌ها می‌توان به: عمو سبزی فروش، من دلم ماری رو می‌خواد، عکاس باشی، دخت گل، جیران، مدرسه بزرگسالان، سمنو فروش و رشید خان اشاره کرد.
در سال ۱۳۸۳ شهناز تهرانی از آمریکا به‌دلیل نداشتن اجازهٔ کار، اخراج شد و به کانادا، ترکیه، اسرائیل و گرجستان رفت. وی به مدت ۱۲ سال در رادیو ران که برای فارسی‌زبانان از اسرائیل پخش می‌شد به‌عنوان گوینده و برنامه‌ساز حضور داشت. همچنین در طول این سال‌ها با حضور در برنامه‌های شاد و بزمی، ترانه‌های خاطره‌انگیز قدیمی را بازخوانی می‌کرد.
وی در پاییز ۲۰۲۱ با همکاری مدیر برنامه‌هایش «مانا ماندگار» ادکلن بانو را روانه بازار کرد که محصولی مشترک از فرانسه و ترکیه است.
«بانو شو» برنامه‌ای تلویزیونی با اجرای شهناز تهرانی و همکاری و تهیه کنندگی علی مرشدی است که در آن خاطرات زندگی هنری شان را بیان می‌کنند که از شبکه فوریو پخش گردید.

## فیلم‌ها
| شماره | نام فیلم                 | نقش    | سال اکران |
| ۲۸    | جانی و تپل               | نازی   | ۱۳۵۶      |
| ۲۷    | خدا قوت                  | زینت   | ۱۳۵۶      |
| ۲۶    | رفاقت                    | ستاره  | ۱۳۵۶      |
| ۲۵    | غربتی‌ها                  | گلی    | ۱۳۵۶      |
| ۲۴    | پشمالو                   |        | ۱۳۵۵      |
| ۲۳    | غرور و تعصب              | عصمت   | ۱۳۵۵      |
| ۲۲    | میهمان                   | پروانه | ۱۳۵۵      |
| ۲۱    | زنبورک                   |        | ۱۳۵۴      |
| ۲۰    | غلام زنگی                | اقدس   | ۱۳۵۴      |
| ۱۹    | مرد شرقی و زن فرنگی      |        | ۱۳۵۴      |
| ۱۸    | هم خون                   | پوری   | ۱۳۵۴      |
| ۱۷    | آب توبه                  | شیرین  | ۱۳۵۳      |
| ۱۶    | اسرار گنج دره جنی        |        | ۱۳۵۳      |
| ۱۵    | پری خوشگله               | پری    | ۱۳۵۳      |
| ۱۴    | جوجه فکلی                | سکینه  | ۱۳۵۳      |
| ۱۳    | حسین آژدان               | شبنم   | ۱۳۵۳      |
| ۱۲    | گروگان                   | فرشته  | ۱۳۵۳      |
| ۱۱    | مواظب کلات باش           |        | ۱۳۵۳      |
| ۱۰    | بی‌حجاب                   |        | ۱۳۵۲      |
| ۹     | جنوبی                    |        | ۱۳۵۲      |
| ۸     | دل خودش می‌خواد           | دخی    | ۱۳۵۲      |
| ۷     | علی کنکوری               | ملیحه  | ۱۳۵۲      |
| ۶     | گدای میلیونر             |        | ۱۳۵۲      |
| ۵     | مغربی                    | پری    | ۱۳۵۲      |
| ۴     | همیشه قهرمان             |        | ۱۳۵۱      |
| ۳     | صمد و سامی، لیلا و لیلی  | لیلا   | ۱۳۵۱      |
| ۲     | صمد و فولادزره دیو       | لیلا   | ۱۳۵۱      |
| ۱     | صمد و قالیچه حضرت سلیمان | گلین   | ۱۳۵۰      |

## سریال‌ها
| سال  | نام سریال                     | کارگردان   | نقش     |
| ---- | ----------------------------- | ---------- | ------- |
| ۱۳۵۴ | مأمور ما صمد در بالاتر از خطر | پرویز صیاد | لیلا    |
| ۱۳۵۰ | ماجراهای صمد                  | پرویز صیاد | لیلا    |
| ۱۳۵۰ | اختاپوس                       | پرویز صیاد | سامانتا |
| ۱۳۴۶ | سرکار استوار                  | پرویز صیاد | لیلا    |